# Ціаналкілювання
Ціаналкілювання (англ. cyanalkylation, рос. цианалкилирование) — введення ціаналкільної групи в органічні сполуки заміщенням у субстраті атома Н (або металу) на ціаналкільну групу або ж за допомогою реакції приєднання сполуки, що містить активний атом H (СH-кислоти, NH-, OH-вмісні сполуки) до ненасичених нітрилів (ціанетилювання).
R-H(M) + Hal-CH2CN → R-CH2CN